# Vin Abrenica
Avin "Vin" Guiang Abrenica (27 de mayo de 1991, Ángeles (Filipinas) conocido artísticamente como Vin Abrenica es un actor y cantante filipino, participó como concursante del programa televisivo de búsqueda de talentos "Artista Academy", junto a Sophie Albert. Su hermano mayor es el cantante Aljur Abrenica.

## Filmografía

### Televisión
| Año  | Título                                  | Personaje        | Canal   |
| ---- | --------------------------------------- | ---------------- | ------- |
| 2012 | Artista Academy                         | Himself          | TV5     |
| 2012 | Lokomoko U                              | Himself          | TV5     |
| 2013 | Game 'N Go All-Stars                    | Himself          | TV5     |
| 2013 | Tropa Mo Ko Unli                        | Various          | TV5     |
| 2013 | Never Say Goodbye                       | William Carpio   | TV5     |
| 2013 | Misibis Bay                             | Charlie Cádiz    | TV5     |
| 2014 | Beki Boxer                              | Atong            | TV5     |
| 2014 | JasMine                                 | Alexis Vergara   | TV5     |
| 2014 | Wattpad Presents: Fake Fiancee          | Rafael           | TV5     |
| 2015 | Tropa Mo Ko Unli Spoof                  | Various          | TV5     |
| 2015 | Wattpad Presents: My Fiance Since Birth | Vincent          | TV5     |
| 2015 | My Fair Lady                            | Hero Del Rosario | TV5     |
| 2015 | Ipaglaban Mo!                           | Donji Cruz       | ABS-CBN |

### Películas
| Año  | Título                                | Personaje                      | Estudio                         |
| ---- | ------------------------------------- | ------------------------------ | ------------------------------- |
| 2016 | Ang Hapis at Himagsik ni Hermano Puli | Apolonio dela Cruz/ Purgatorio | T-Rex Entertainment Productions |

## Discografía

### Álbumes
- 2013: TBA[1]

### Singles
- 2013: "Konti Man Lang" (composed and originally sung by Jimmy Bondoc)